# Playa del Perdigal

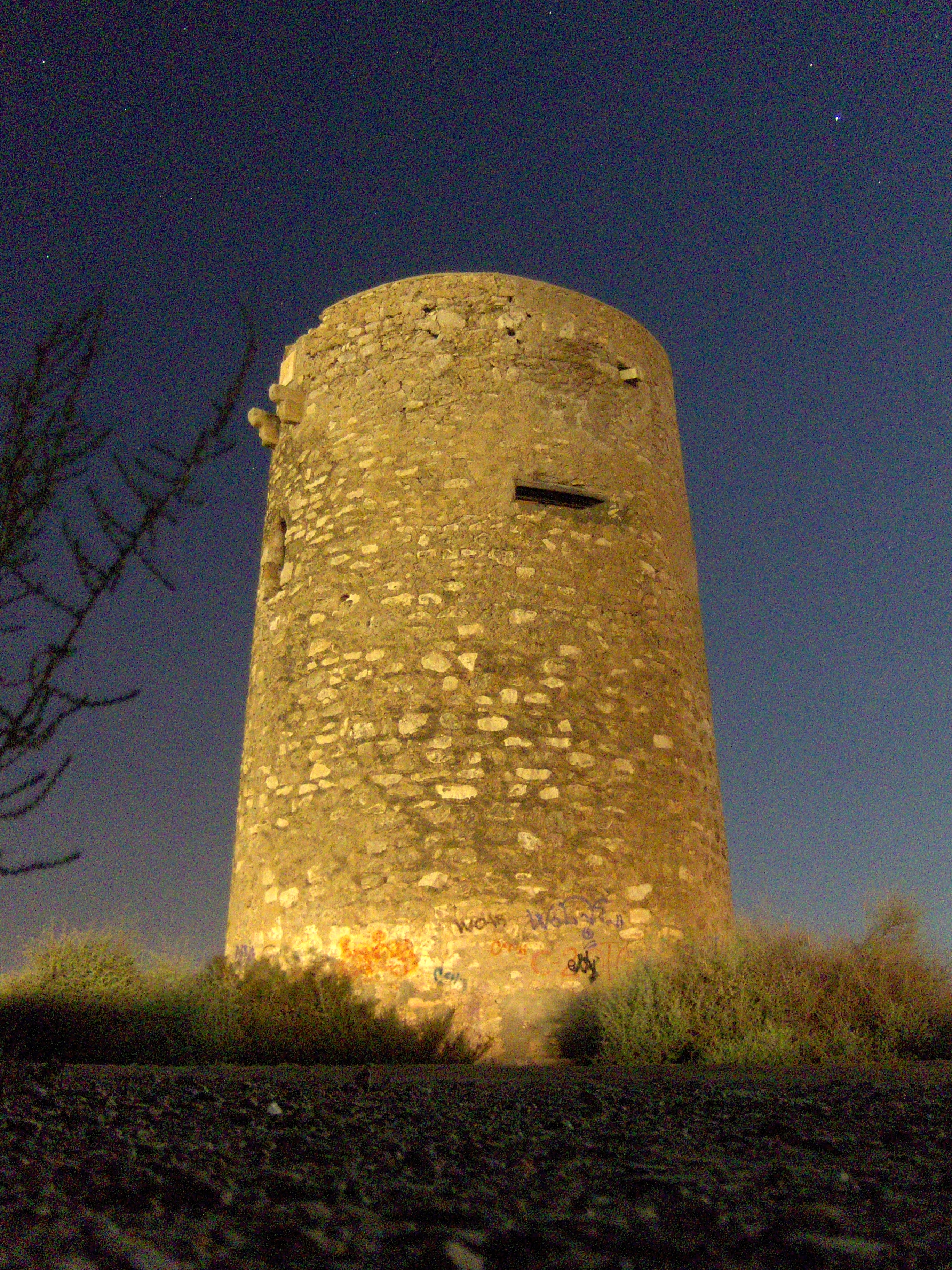
Torre de El Perdigal.

La playa del Perdigal está situada en el término municipal de Almería, entre las barriadas de El Alquián y Costacabana y debajo del Aeropuerto de Almería. Es la parte más interna de la Bahía de Almería. En ella existe una torre costera del siglo XVI, que formaba parte de un sistema defensivo de la ciudad de Almería, así como un refugio antiaéreo creado durante la guerra civil española para los bombardeos sufridos por parte de los alemanes y tres torretas defensivas de esta época. 
A lo largo de la misma existen campos de dunas desarrollados, así como terrazas fosilizadas. Presenta vegetación típica xerófila litoral, además de zonas inundables tipo algaida con vegetación halófila de carrizos y eneas. Parte de la playa presenta un frondoso bosquete de tarajes.
La playa no presenta urbanización alguna, siendo utilizada fundamentalmente por los vecinos del Alquián.